# Borsuczyny (Pieniny)
Borsuczyny – szczyt w Małych Pieninach o wysokości 939 m. Jest to niewiele wznoszący się ponad grzbiet Małych Pienin, ale stromy i skalisty szczyt porośnięty lasem świerkowym. W kierunku od Borsuczyn do Wysokiej znajduje się przełęcz Stachurówki (905 m), za nią krótka grań i druga przełęcz Kapralowa Wysoka (935 m). Przez szczyty te i przełęcze przebiega granica słowacko-polska. Polskie stoki Borsuczyn znajdują się w miejscowości Jaworki w województwie małopolskim, w powiecie nowotarskim, w gminie miejsko-wiejskiej Szczawnica.
Po południowej, słowackiej stronie zbocza grzbietu są porośnięte lasem i należą do PIENAP, po polskiej, północnej stronie lesiste są tylko w wierzchołkowych partiach. Poniżej znajduje się duża Połonina Kiczera – pozostałości dawnych pół uprawnych Łemków ze wsi Jaworki. Szlak turystyczny prowadzi przez szczyt Borsuczyn, jednak po północnej stronie istnieje wydeptana przez turystów ścieżka-skrót, umożliwiająca obejście szczytu bez konieczności wspinania się na niego. Podejście na szczyt i zejście z niego są strome i skaliste.
Z chronionych mchów w 2016 r. znaleziono tu miecherę Bessera (Neckera besseri).

## Szlaki turystyki pieszej
– od Drogi Pienińskiej grzbietem Małych Pienin przez Szafranówkę, Łaźne Skały, Cyrhle, Wysoki Wierch, Durbaszkę, Wysoką, Wierchliczkę, przełęcz Rozdziele do Przełęczy Gromadzkiej w Beskidzie Sądeckim.